# Мигель-Алеман (муниципалитет)
Мигель-Алеман (исп. Miguel Alemán) — муниципалитет в Мексике, штат Тамаулипас с административным центром в городе Сьюдад-Мигель-Алеман. Численность населения, по данным переписи 2010 года, составила 27 015 человек.

## Общие сведения
Название Miguel Alemán дано в честь президента Мексики — Мигеля Алемана Вальдеса.
Площадь муниципалитета равна 639 км², что составляет 0,8 % от общей площади штата, а наивысшая точка — 120 метров, расположена в поселении Лос-Гавиланес.
Он граничит с другими муниципалитетами штата Тамаулипас: на востоке с Камарго, на северо-западе с Мьером, на юге и западе с другим штатом Мексики — Нуэво-Леоном, а на севере проходит государственная граница с Соединёнными Штатами Америки.

## Учреждение и состав
Муниципалитет был образован в 1950 году, в его состав входит 66 населённых пунктов, самые крупные из которых:
| Код INEGI | Населённый пункт                                                                 | Численность населения (2005 год) | Численность населения (2010 год) |
| --------- | -------------------------------------------------------------------------------- | -------------------------------- | -------------------------------- |
| 025       | Всего                                                                            | 24020                            | 27015                            |
| 0001      | Сьюдад-Мигель-Алеман (исп. Ciudad Miguel Alemán) 26°24′01″ с. ш. 99°01′31″ з. д. | 16755                            | 19997                            |
| 0015      | Лос-Герра (исп. Los Guerra) 26°23′42″ с. ш. 99°04′51″ з. д.                      | 4768                             | 4566                             |
| 0004      | Лос-Анхелес (исп. Los Ángeles) 26°23′04″ с. ш. 98°59′07″ з. д.                   | 911                              | 834                              |
| 0005      | Аркабус (исп. Arcabuz) 26°04′13″ с. ш. 99°07′37″ з. д.                           | 274                              | 479                              |
| 0014      | Гуардадос-де-Арриба (исп. Guardados de Arriba) 26°22′53″ с. ш. 98°57′51″ з. д.   | 444                              | 462                              |

## Экономика
По статистическим данным 2000 года, работоспособное население занято по секторам экономики в следующих пропорциях: сельское хозяйство, скотоводство и рыбная ловля — 8,1 %, промышленность и строительство — 27,6 %, сфера обслуживания и туризма — 61,4 %, прочее — 2,9 %.

## Инфраструктура
По статистическим данным 2010 года, инфраструктура развита следующим образом:
- электрификация: 98,9 %;
- водоснабжение: 98,7 %;
- водоотведение: 97,1 %.